# قسطنطين أريانيتي
كان قسطنطين كوميناتو أريانيتي (1456/1457 – 8 مايو 1530) المعروف أيضًا باسم قسطنطين كومنينوس أريانيتي، نبيلًا ألبانيًا من نبلاء القرنين الخامس عشر والسادس عشر وقائدًا عسكريًا ودبلوماسيًا ومطالبًا بالعرش، عاش معظم حياته في إيطاليا مغتربًا بسبب غزو الإمبراطورية العثمانية لوطنه. وسعى قسطنطين لإظهار نفسه زعيمًا بين لاجئي البلقان المسيحيين في إيطاليا وادعى السيادة على العديد من الأراضي المسيحية السابقة في اليونان، مستخدمًا ألقاب أمير مقدونيا ودوق آخايا وديسبوت المورة.
نُقل قسطنطين إلى إيطاليا عام 1469 حفاظًا على سلامته بعد وفاة والده، فهو نجل غورغي أريانيتي، اللورد الألباني الذي قاتل إلى جانب البطل القومي الألباني اسكندر بك ضد العثمانيين. وفي إيطاليا، لفت قسطنطين انتباه البابا سيكستوس الرابع، الذي منحه معاشًا شهريًا، وسرعان ما كون لنفسه حياة مهنية ناجحة. وفي نحو عام 1489، تزوج من عائلة باليولوغس مونفيرات، فرع من السلالة الإمبراطورية البيزنطية، باليولوغس، من خلال الزواج بفرانشيسكا مونفيرات، ويُرجح أنها ابنة غير شرعية لبونيفاس الثالث، ماركيز مونفيرات. ازدادت ثروة قسطنطين على إثر هذا الزواج وارتقت مكانته الاجتماعية ومهد له الطريق أيضًا لتولي منصب الوصي على مونفيرات، نيابة عن ابن بونيفاس الصغير وليام التاسع، من عام 1495 إلى عام 1499.
وفي بدايات القرن السادس عشر، عمل قسطنطين دبلوماسيًا لدى الباباوات والإمبراطور الروماني المقدس المستقبلي ماكسيميليان الأول، ووجده الطرفان سفيرًا ذو موهبة. وفي تسعينيات القرن الخامس عشر، بعد اتخاذه لقبي «أمير مقدونيا» و«دوق آخايا»، دون أن يكون له أي أحقية فعلية بهما، اشترك قسطنطين بمخططات مختلفة لتنظيم حملات ضد الإمبراطورية العثمانية، فانخرط خلال حياته بثلاث خطط مستقلة على الأقل متعلقة بالحملات الصليبية. وفي مرحلة ما بين عامي 1502 و1507، اتخذ قسطنطين لقب «ديسبوت المورة»، الذي كان اللقب الشرعي لأندرياس باليولوغس سابقًا، لقبٌ آخر لم يكن له أي أحقية به من ناحية نسبه. وعلى الرغم من علاقته الواهية بهذه الألقاب، دافع قسطنطين بقوة عن استخدامه لها، فكان مستعدًا للمخاطرة بحياته من أجل فرض مزاعمه، حسبما اتضح من الأدوار التي كان من المتوقع أن يمثلها في مختلف الخطط التي شارك فيها.
وفي عام 1514 أو 1515، أقدم البابا ليو العاشر على تعيين قسطنطين محافظًا إداريًا لمدينة فانو في تخم أنكونا. ولربما كان قسطنطين يتطلع لأن يصبح شخصية بارزة بين العديد من لاجئي البلقان في تخم أنكونا، لكن أحلامًا كهذه لم تتحقق. وإنما تراجعت شعبية قسطنطين، بصفته ممثل حكومي، جراء سياسات الضرائب البابوية، وسخرت الكتابات المعاصرة من إصراره على ألقابه الطنانة. فأقاله ليو من منصبه عام 1516، على إثر أعمال شغب افتعلها السكان المحليون، ولكن البابا كليمنت السابع أعاده إلى المنصب عام 1524، وبعد ذلك حكم قسطنطين فانو من قلعة جبلية في مونتيفيوري كونكا حتى وفاته عام 1530. وواصل ابنه الوحيد، أريانيتو أريانيتي، ادعاءات والده باستخدام لقب «أمير مقدونيا»، لكنه تخلى عن ألقاب قسطنطين الأخرى.

## السيرة الذاتية

### المعلومات الأساسية وبدايات حياته
ولد قسطنطين كوميناتو أريانيتي في 1456 أو 1457 لوالده غورغي أريانيتي (أو «جورج كومنينوس أريانيتي»). وكانت والدة قسطنطين بيترينا فرانكوني من بولية، ابنة أوليفييرو فرانكون، ضابط أراغوني في ليتشي. وكان لقسطنطين العديد من الأشقاء، بمن فيهم شقيقاه جورج وتوماس، وعدة شقيقات. ومن خلال غورغي، ادعى قسطنطين وأشقاءه انحدارهم من عائلات نبيلة ألبانية وبيزنطية. وكان غورغي قائدًا عسكريًا وسيدًا ألبانيًا، يحكم مستوطنتي كيرمينيتزا وكاتافيغو بالقرب من مدينة راغوزا. وزعمت عائلتهم، الأريانيتي، أنها من نفس العائلة التي تنتمي إليها العائلة البيزنطية السابقة، الأريانيت، وهي في الأصل من القسطنطينية؛ يتباين رأي الباحثين المعاصرين في هذا الصدد بين شك وقبول. ومن خلال استخدام كلمة «كومنينوس»، أعلنت عائلة قسطنطين أيضًا ارتباطها بالكومنينيوس، سلالة الأباطرة التي حكمت الإمبراطورية البيزنطية بين 1081 - 1185. واعتبر المؤرخون اللاحقون، مثل جورج فرانسيس هيل، استخدام هذا الاسم «إدغامًا زائفًا» لاسم السلالة الشهيرة.
تزايد تأثير الأريانيتي في ألبانيا قبل غزو الدولة العثمانية للبلاد. وتزوجت ثلاث من شقيقات قسطنطين من شخصيات ذات تأثير نافذ: فكانت شقيقته أنجلينا زوجة ستيفان برانكوفيتش، ديسبوت صربيا، وشقيقته غويسلافا زوجة إيفان تشيرنويفيتش، لورد زيتا، وشقيقته دونيكا زوجة البطل القومي الألباني اسكندر بك، الذي قاد المقاومة الألبانية ضد العثمانيين من 1443 إلى 1468. وكان والدهم غورغي حليفًا لاسكندر بك ضد العثمانيين، على الرغم من أنه سعى أيضًا إلى خلع اسكندر بك لمصلحته، فهُزم وأُعفي عنه وعاد حليفه مجددًا بعد هذا التمرد في 1456. وبعد وفاة كل من اسكندر بك وغورغي في 1468، تمكن العثمانيون تدريجيًا من سحق المقاومة الألبانية، ونجحوا في ضم البلاد إلى إمبراطوريتهم بحلول عام 1479. وخلال عملية الغزو العثماني الطويلة والممتدة، فر العديد من الألبان، الذين اختاروا البقاء مسيحيين، عبر البحر الأدرياتيكي إلى إيطاليا. وكان قسطنطين من بين هؤلاء اللاجئين، إذ نُقل عام 1469، أي في سن الثانية عشرة، إلى إيطاليا حفاظًا على أمنه.

### بدايات مسيرته ومزاعمه
مضى قسطنطين في الحصول على مسيرة مهنية ناجحة في إيطاليا. ففي شبابه، لاحظه البابا سيكستوس الرابع (حكم من 1471 إلى 1484)، وقدم له معاشًا قدره 32 دينار أفرنتي في الشهر. ومنذ تسعينيات القرن الخامس عشر وما بعد، سعى قسطنطين إلى الحصول على منصب قيادي بين العديد من اللاجئين المسيحيين القادمين من البلقان إلى إيطاليا، متبعًا خطى والده. وعلى الرغم من أن والده ادعى فقط ارتباطه بألبانيا نفسها، إلا أن قسطنطين كانت لديه تطلعات أوسع وبدأ يدعي أنه الحاكم الشرعي لمنطقتي مقدونيا وثيساليا. ولتعزيز مزاعمه، بدأ قسطنطين باستخدام لقب «أمير مقدونيا»، ثم أضاف لاحقًا «دوق أخايا»، ومن المحتمل أنه أضاف المورة إلى المناطق التي ادعى السيادة عليها.
وعلى الرغم من أن اتخاذ قسطنطين للألقاب اليونانية قد يبدو وكأنه مجرد ادعاءات منمقة وعابرة، إلا أنه كان مصممًا على الدفاع عنها ومستعدًا للمخاطرة بحياته في محاولة جعلها حقيقة واقعة. وفي عام 1494، اشترى تشارلز الثامن ملك فرنسا لقب «إمبراطور القسطنطينية» من أندرياس باليولوغس، ابن شقيق الإمبراطور البيزنطي الأخير قسطنطين الحادي عشر باليولوغس (حكم من 1449 إلى 1453) والإمبراطور المزعوم وديسبوت المورة، لتكون جزءًا من الاستعدادات لإحدى الحملات الصليبية (التي لم تحدث في نهاية المطاف). وفي خريف عام 1494، التقى تشارلز وسفيره فيليب دي كومين، الذي كان صديقًا لقسطنطين، مع قسطنطين في مونفيرات ووافقا على خطة يقوم فيها قسطنطين ومارتن ألبارو، أسقف دورازو، بإثارة تمرد في ألبانيا بهدف تحويل الأنظار عن غزو تشارلز للإمبراطورية العثمانية. وتُعتبر محاضر هذه الاجتماعات المرة الأولى التي توثق فيها ألقاب قسطنطين. ومن الواضح أن قسطنطين تباهى بألقابه أمام كومين، مشيرًا إلى أن أراضيه الشرعية، مقدونيا وثيساليا، «كانت ذات يوم ميراثًا للإسكندر الأكبر». توقع كومين أن يكافئ تشارلز، عند الانتصار على العثمانيين، قسطنطين بجعله «ملك مقدونيا»، كجائزة على إثارة تمرد في ألبانيا. فسافر ألبارو إلى البندقية لإجراء التحضيرات، لكن الخطة لم تبصر النور، إذ تبين أن ألبارو لم يتمكن من الحفاظ على سرية المعلومات وسرعان ما تسربت إلى العثمانيين. مدفوعة بقلقها، اعتقلت حكومة البندقية ألبارو في يناير 1495 وأكدت للعثمانيين أن البندقية لا علاقة لها بالخطط. وكان قسطنطين أيضًا في البندقية في ذلك الوقت، لكنه تمكن من الفرار من السجن وتوجه إلى بولية على متن إحدى السفن.
كان قسطنطين في مونفيرات منذ عام 1486، في خدمة، ماريا برانكوفيتش، ابنة شقيقته وزوجة بونيفاس الثالث، ماركيز مونفيرات. وفي مونفيرات، التقى أيضًا بفرانشيسكا، التي يُفترض أنها ابنة غير شرعية لبونيفاس، وتزوجها نحو عام 1489. أدى هذا الزواج النافع إلى منح قسطنطين قلعته الخاصة والأراضي المصاحبة لها، مما رفع من مكانته وزاد من ثروته بشكل كبير. وبعد وفاة بونيفاس في 1494، أصبحت ماريا وصية على مونفيرات نيابة عن ابن بونيفاس الصغير وليام التاسع. وبعد وفاة ماريا عام 1495، أصبح قسطنطين الحاكم والوصي على حفيد شقيقته. واستمرت ولاية قسطنطين في مونفيرات لمدة خمس سنوات. وفي عام 1499، عزل لويس الثاني عشر ملك فرنسا قسطنطين خلال الحرب الإيطالية الثانية، بسبب «الفتور في القضية الفرنسية»، وسجنه في مدينة نوفارا. وبعد ذلك بوقت قصير، تمكن قسطنطين من الفرار من السجن، وتوجه جنوبًا إلى بيزا حيث عُين في منصب عسكري.